# American Dream

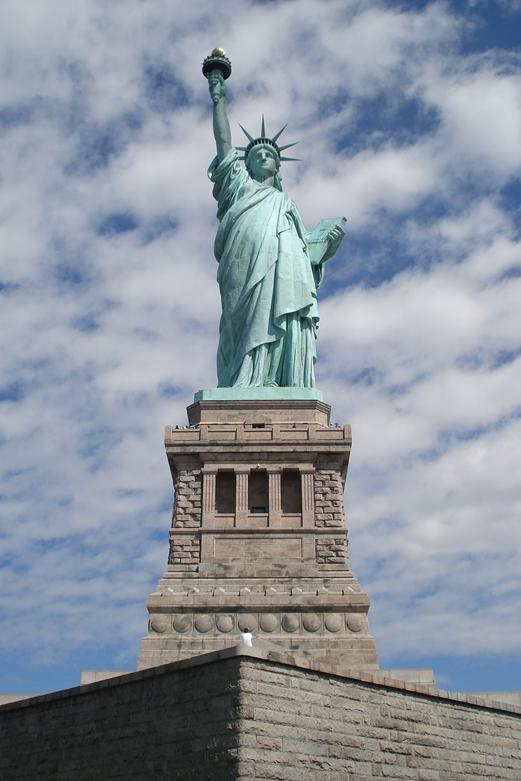
Het Vrijheidsbeeld in New York is een van de symbolen van The American Dream. Vele immigranten naar de VS zagen dit beeld voor zij aan land gingen.

De American Dream is een nationaal ethos van de Verenigde Staten, de set idealen (democratie, rechten, (wils)vrijheid, kansen en gelijkheid) waarin vrijheid betekent dat er geen hindernis is tot welvaart en succes. Dit sluit de gedachte in van de mogelijkheid tot opwaartse sociale mobiliteit voor gezinsleden, bereikt door hard werken in een maatschappij waarin het niet uitmaakt of men van adel is of oud geld in de familie heeft.

## Achtergrond
De eerste immigranten naar de nieuwe wereld koesterden deze vrijheid. Amerika werd het land van de vrijheid.
De gedachte van de American Dream is rond de 17e eeuw ontstaan, toen Amerika het nieuwe, onontgonnen land was, het land van de onbegrensde mogelijkheden.
Veel migranten trokken naar Amerika om een nieuw begin te maken. Vele immigranten konden in Europa niet vooruitkomen, omdat men bijvoorbeeld niet van adel was, of onvoldoende geld had. Daar gold, zeker voor de Franse Revolutie: "als je voor een dubbeltje geboren bent word je nooit een kwartje". Men hoopte in het nieuwe Amerika wel succesvol te worden, zonder de belemmeringen van adel, regering en kerk.
In de Onafhankelijkheidsverklaring en de Grondwet werd het gelijkheidsideaal ook formeel zichtbaar. De American Dream heeft een onmiskenbaar stempel gedrukt op de Amerikaanse cultuur.
De beroemdste verwoording van de American Dream is The Gettysburg Address van Abraham Lincoln op 19 november 1863.

## Kritiek

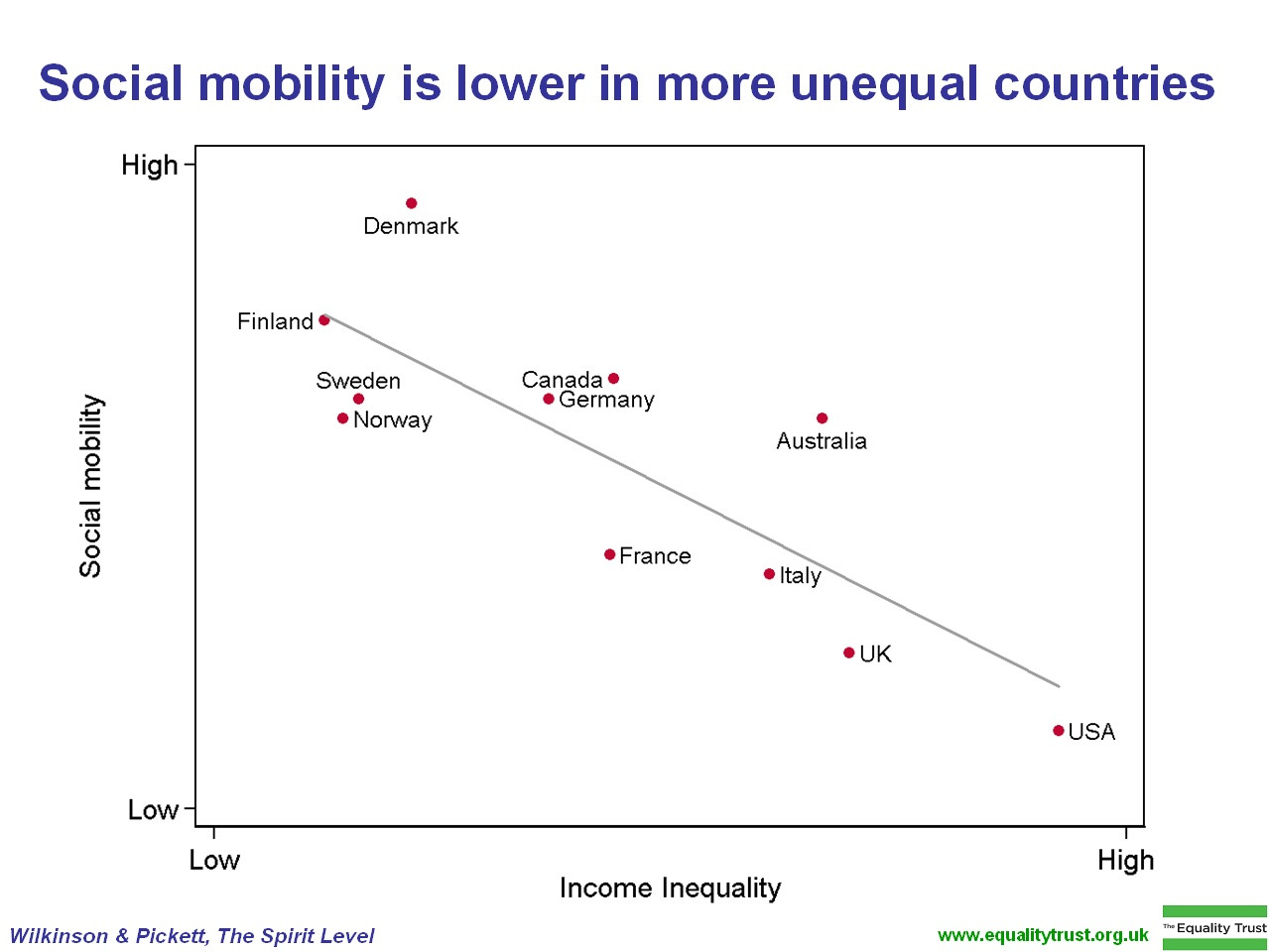
Sociale mobiliteit is lager in meer ongelijke landen (zoals de VS).

Critici van het idee van de American Dream stellen dat er een keerzijde is aan dit ideaal. Deze keerzijde is dat iemand die niet succesvol is, of arm, geacht wordt dit aan zichzelf te wijten te hebben.
In 1990 verscheen de met onder meer een Oscar beloonde documentaire American Dream, waarin de keerzijde van de medaille belicht wordt.